# Bürgermeisterei Schönecken
Die Bürgermeisterei Schönecken war eine von ursprünglich 29 preußischen Bürgermeistereien, in die sich der 1816 neu gebildete Kreis Prüm im Regierungsbezirk Trier verwaltungsmäßig gliederte. Von 1822 an gehörte die Bürgermeisterei zur Rheinprovinz. Der Verwaltung der Bürgermeisterei unterstanden vier Gemeinden. Der Verwaltungssitz war in der heutigen Ortsgemeinde Schönecken im Eifelkreis Bitburg-Prüm in Rheinland-Pfalz.
Die Bürgermeisterei wurde 1927 in Amt Schönecken umbenannt.

## Gemeinden und zugehörige Ortschaften
Zur Bürgermeisterei Schönecken gehörten folgende Gemeinden (Einwohnerzahlen, Stand 1843):
- Nimsreuland (89 Einwohner; damals nur Reuland genannt) mit dem Hof und der Mühle Schweißtal (23)
- Schönecken (1.205) mit dem Ichterhof (2) und dem Irsfelder Hof (13)
- Seiwerath (107) mit dem Gehöft Dürrbachsbrücke (22)
- Wetteldorf (314; seit 1967 Ortsteil von Schönecken)

Insgesamt lebten 1843 im Bürgermeistereibezirk 1.775 Menschen in 322 Wohnhäusern. Alle Einwohner waren katholisch. Es gab eine Kirche in Wetteldorf sowie jeweils eine Kapelle in Schönecken und in Seiwerath; die einzige Schule stand in Schönecken.
Bei einer statistischen Erhebung aus dem Jahr 1885 wurden 1.645 Einwohner in 363 Haushalten gezählt; die Fläche der zugehörenden Gemeinden betrug insgesamt 2.657 Hektar, davon waren 570 Hektar Ackerland, 297 Hektar Wiesen und 688 Hektar Wald.

## Geschichte
Vor 1794 gehörten alle Ortschaften zum Kurfürstentum Trier, Schönecken zum gleichnamigen Amt, die übrigen Ortschaften zum Amt Prüm.
Im Jahr 1794 hatten französische Revolutionstruppen das Linke Rheinufer besetzt. Unter der französischen Verwaltung waren die genannten Ortschaften von 1798 bis 1814 dem Kanton Prüm zugeordnet, der zum Arrondissement Prüm im Saardepartement gehörte.
Aufgrund der Beschlüsse auf dem Wiener Kongress wurden 1815 wesentliche Teile des Rheinlands dem Königreich Preußen zugeordnet. Unter der preußischen Verwaltung wurden im Jahr 1816 Regierungsbezirke und Kreise neu gebildet, linksrheinisch behielt Preußen in der Regel die Verwaltungsbezirke der französischen Mairies vorerst bei. Die Bürgermeisterei Schönecken entsprach insoweit der vorherigen Mairie Schönecken. Die Bürgermeisterei Schönecken wurde dem Kreis Prüm im Regierungsbezirk Trier zugeordnet. Von 1822 an gehörte der Regierungsbezirk Trier, damit auch die Bürgermeisterei Schönecken, zu der in dem Jahr neu gebildeten Rheinprovinz.
Der Verwaltungssitz war in der heutigen Ortsgemeinde Schönecken. Das Bürgermeistereiamt in Schönecken verwaltete in Personalunion auch die Bürgermeistereien Burbach und Dingdorf.
Die Bürgermeisterei Schönecken wurde 1927, so wie alle Landbürgermeistereien in der Rheinprovinz, aufgrund des preußischen Gesetzes über die Regelung verschiedener Punkte des Gemeindeverfassungsrechts vom 27. Dezember 1927 in „Amt Schönecken“ umbenannt. Im Jahr 1936 wurden die Ämter Burbach und Dingdorf als eigenständige Ämter aufgelöst und mit dem Amt Schönecken zusammengeschlossen.

## Bürgermeister
Die Bürgermeister in der Zeit von 1798 (Französische Republik) bis 1927 (Umbenennung in Amt) waren:
| Johann Koch (Maire)     | 1798–1803 (französische Zeit)             |
| Peter Bohnen (Maire)    | 1803–1814 (französische Zeit)             |
| Wallerius               | 1814–1817                                 |
| Johann Peter Bohnen     | 1817–1848                                 |
| Johann Franz Bohnen     | 1848–1851                                 |
| Lambert Scheurette      | 1851–1871                                 |
| Kordel                  | 1872                                      |
| Johann Friedrich Geller | 1874–1875 (kommissarisch)                 |
| Karl Peter Zillgen      | 1875–1878                                 |
| Matthias Marx           | 1878–1901                                 |
| Jakob Sollhé            | 1901–1909                                 |
| Johannes Evers          | 1910–1915                                 |
| August Boltz            | 1915–1937 (von 1928 an Amtsbürgermeister) |